# 3818 Горлиця
3818 Горлиця (3818 Gorlitsa) — астероїд головного поясу, відкритий 20 серпня 1979 року.
Тіссеранів параметр щодо Юпітера — 3,523.